# فوسدایک
فوسدایک (به انگلیسی: Fosdyke) یک روستا و محله مدنی در بریتانیا است که در Boston واقع شده‌است. فوسدایک ۴۸۰ نفر جمعیت دارد.